# جميس كنجي لوبز ألت
جيمس كنجي لوبز ألت (بالإنجليزية: James Kenji Lopez-Alt) المعروف بـــ (كنجي)، هو طباخ وكاتب طعام أمريكي.

## الخلفية
تخرج لوبز من معهد ماساتشوستس للتكنولوجيا، حيث تخصص في العمارة. هو ابن عالم الوراثة وأخصائي المناعة فريدريك ألت، خريج هارفارد. عندما تزوج، اجتمع لقبه بزوجته أدريانا لوبز، وهي أيضا خريجة MIT وحاصلة على دكتوراة. ويقيم كينجي في سان ماتيو، كاليفورنيا، بعد ان كان يعيش في نيويورك  سابقا.

## السيرة المهنية

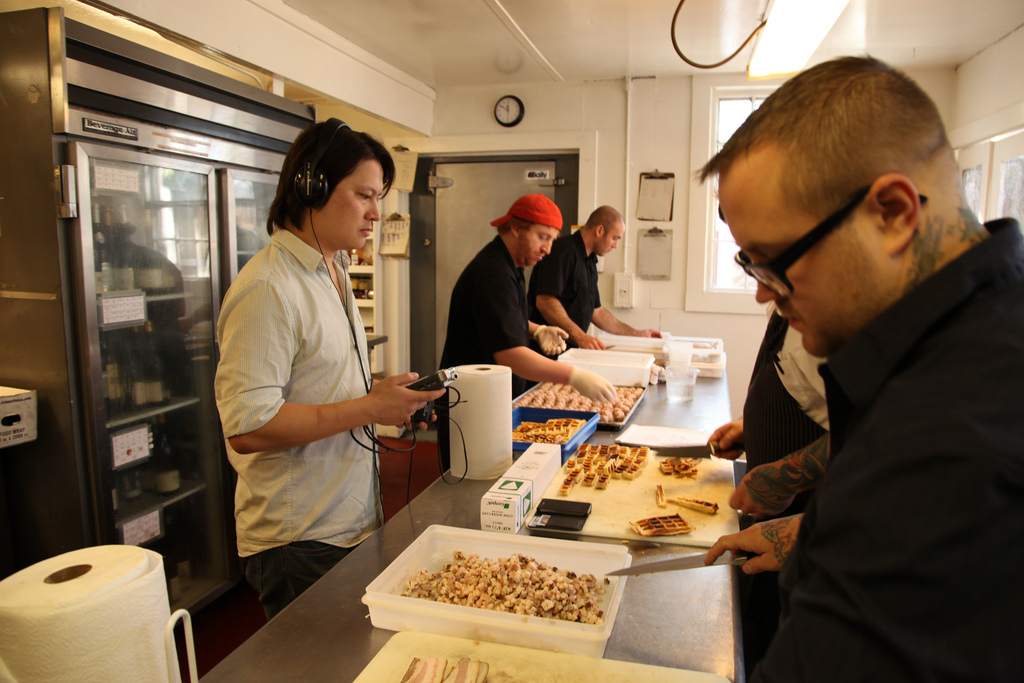
وقت التحضير لمهرجان HOGtoberfest في المواسم الأمريكية مع جميس كنجي لوبز ألت

عمل لوبز مع العديد من طباخين بوسطن ومنهم باربارا لاينيش وكان اورنيجر. ثم عمل  كمختبر للطبخ ومحرر بـمجلة "الطبخ المصور" و "مطبخ الأختبار الأمريكي". وحاليا يعمل كمدير لإدارة الطبخ الخطير، مدونة للطعام، حيث يؤلف العمود مختبر الطعام، المرشح لجائزة جيمز بيرد. وهو أيضا كاتب عمود "للطبخ الخفيف"
نشر أول كتاب له «مختبر الطعام: الطبخ الأفضل بالبيت من خلال العلوم» في سبتمبر 2015 بواسطة شركة W.W. Norton&. وكان الأفضل مبيعا في نيويورك تايمز وفاز بجائزة مؤسسة جيمز بيرد للطبخ العام، وفاز أيضا بجوائز الجمعية العالمية لمحترفي الطبخ كأفضل كتاب طبخ أمريكي وكتاب طبخ العام.
فتح لوبز ألت مطعم رستهال في سان متيو، كالفورنيا مع شركائه ادم سيمبسون وتيسون ماو.